# Resta
La resta era una delle componenti aggiuntive della corazza toracica dell'armatura a piastre medievale, espressamente designata a migliorare le prestazioni del cavaliere armato di lancia. Si trattava di un uncino metallico applicato sulla parte destra della piastra pettorale cui andava appoggiato il "calcio" della lancia onde mantenerla in equilibrio durante la carica ed evitarne lo scivolamento all'indietro quando colpiva il bersaglio, questo permetteva che la forza dell'impatto venisse distribuita anche al torso invece che al solo arto superiore. Entrò in uso a partire dal XV secolo.
Utilizzando la resta e la staffa, che gli permetteva di non farsi sbalzare di sella, il cavaliere poteva caricare il nemico al galoppo e colpirlo con tutta la propria forza. Grazie a questa nuova tecnica, la cavalleria pesante divenne una fondamentale componente degli eserciti medievali.
Del termine rimane traccia nella locuzione in italiano "partire con la lancia in resta", ovvero affrontare un'impresa energicamente, con risolutezza.